# Janne Drücker
Janne Drücker (* 22. September 1981 in Bremen) ist eine deutsche Schauspielerin.

## Leben
Janne Drücker begann ihre Darstellerlaufbahn im Alter von 13 Jahren mit einer Hauptrolle in dem ARD- und arte-Film Der Richter und das Mädchen. Hier machte sie ihre ersten schauspielerischen Schritte vor der Kamera unter der Regie von Rainer Boldt. Zuvor hatte sie auf der Schulbühne des Schulzentrums an der Hamburger Straße in Bremen ihr Können gezeigt. Es folgten kleine Rollen in Der Alte – Blumen des Todes, Tatort – Kalte Wut und Nicht von schlechten Eltern.
Erst im Winter 2000 beschloss sie beim Tatort-Dreh, eine Schauspielkarriere zu verfolgen und entschied sich, die Schule nicht mit dem Abitur zu verlassen, sondern mit dem Abschluss der 12. Klasse. Kurz nach ihrem Abschluss verließ sie Bremen und zog nach Berlin. Dort beendete sie die Schule mit der Fachhochschulreife in Sozialpädagogik und spielte in mehreren Kurzfilmen.
2003 begann sie eine Ausbildung zur Erzieherin am Pestalozzi-Fröbel-Haus Berlin. Neben der Schule arbeitete sie am Film Der Rattenkönig (Regie: Ulrich Meczulat), in dem sie die Hauptrolle spielte. Im selben Jahr kam der Kinospot Blumen für den Freund (Hauptrolle, Regie: Andre Hörmann) in die Kinos. Sie wurde für die First Steps Awards 2003 und bei den internationalen Werbefestspielen 2003 in Cannes nominiert. Janne beendete 2004 aus persönlichen Gründen die Zusammenarbeit mit ihrer bisherigen Agentur Reed & Pauly und bekam kurz darauf das Angebot für eine Hauptrolle in der Daily-Soap Marienhof. Sie gewann das Casting und verkörpert seither die Rolle der anfangs 16-jährigen Anne Maldini. Für diese Rolle zog sie nach München, gab aber den Zweitwohnsitz in Berlin nicht auf. Im September 2007 verließ sie die Serie Marienhof um eine kreative Pause einzulegen.

## Filmografie
- 1996: Der Richter und das Mädchen, Regie: Rainer Boldt
- 1996: Der Alte – Folge 216: Blumen des Todes
- 2001: Tatort – Kalte Wut
- 2004–2008: Marienhof, Fernsehserie Das Erste
- 2008: Der Liebe wegen, Regie: Gesa Lück, Jff-Jugendfilmförderung
- 2008: Vermisst, Regie: Moritz Schmalhorst Macromedia Filmhochschule München
- 2009: Runter vom Gas! – Kinospot für Verkehrssicherheit in Hamburg, Regie: Pierre Böhmann-Filmhochschule Hamburg
- 2009: Dienst ist Dienst, Regie: Max Christmann, Oha Productions
- 2017: 5vor12, Fernsehserie KiKA